# Karmansbo
Karmansbo is een plaats in de gemeente Skinnskatteberg in het landschap Västmanland en de provincie Västmanlands län in Zweden. De plaats heeft 85 inwoners (2005) en een oppervlakte van 46 hectare.

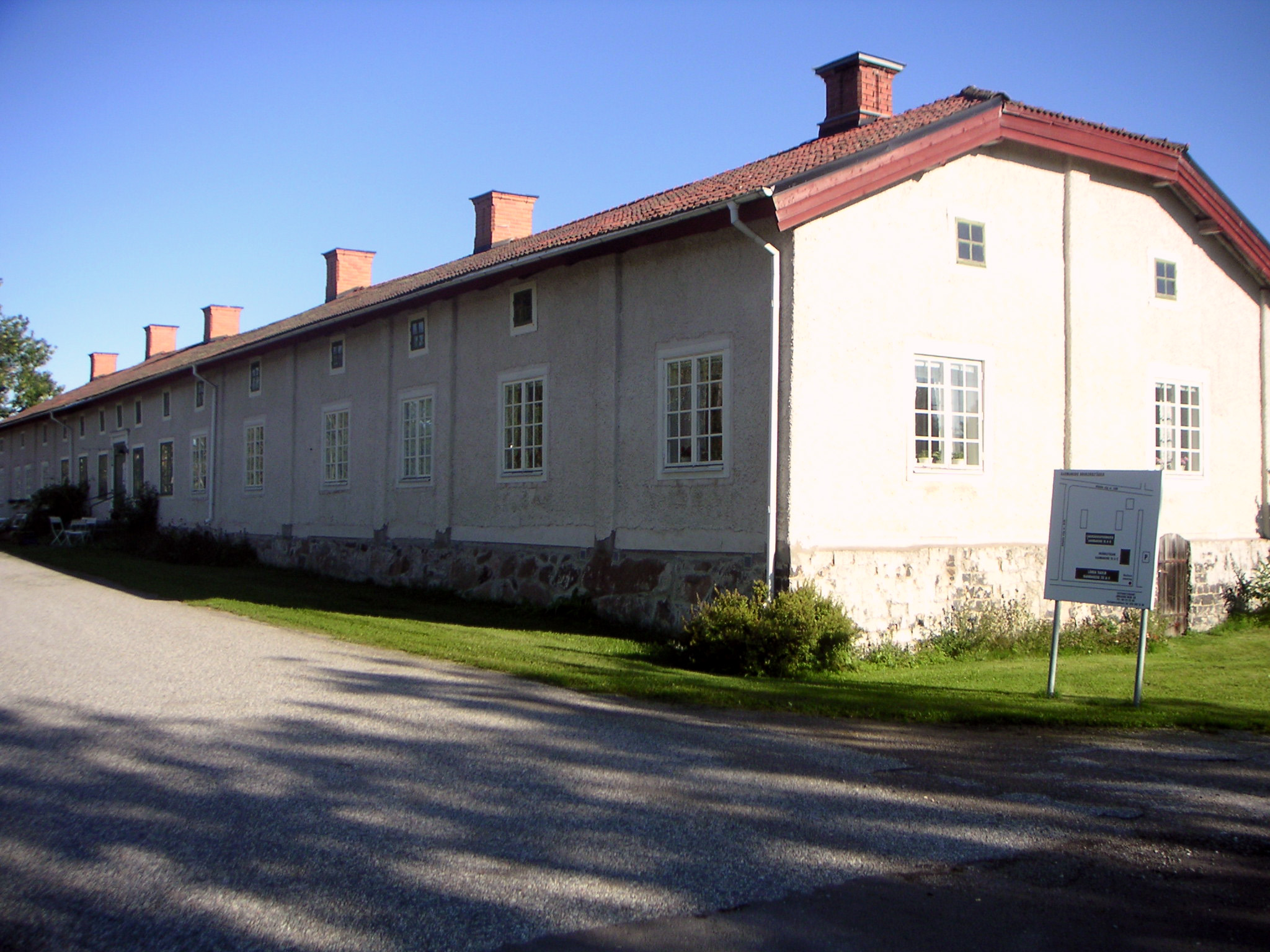
Blok woningen in Karmansbo
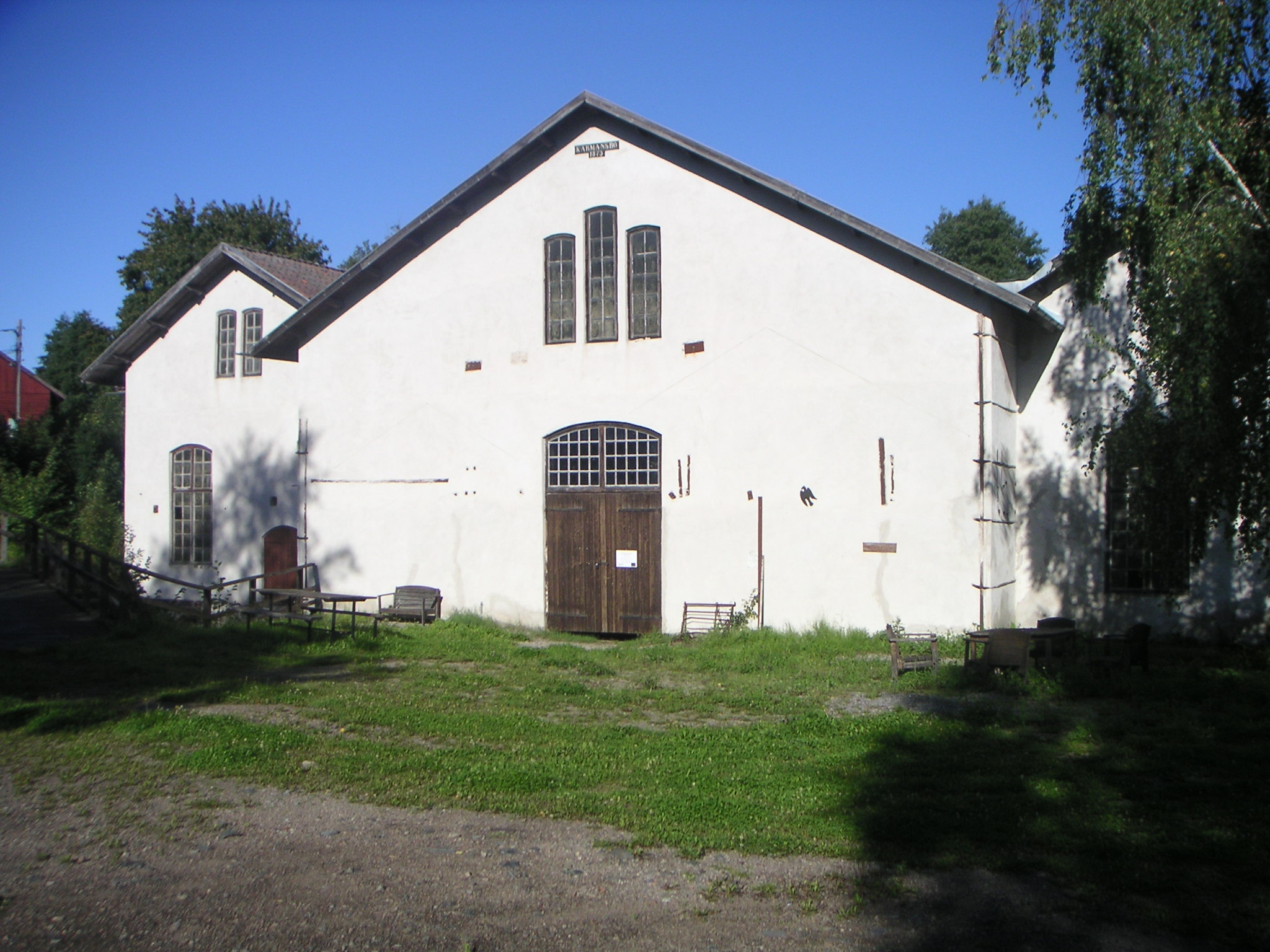
Smederij
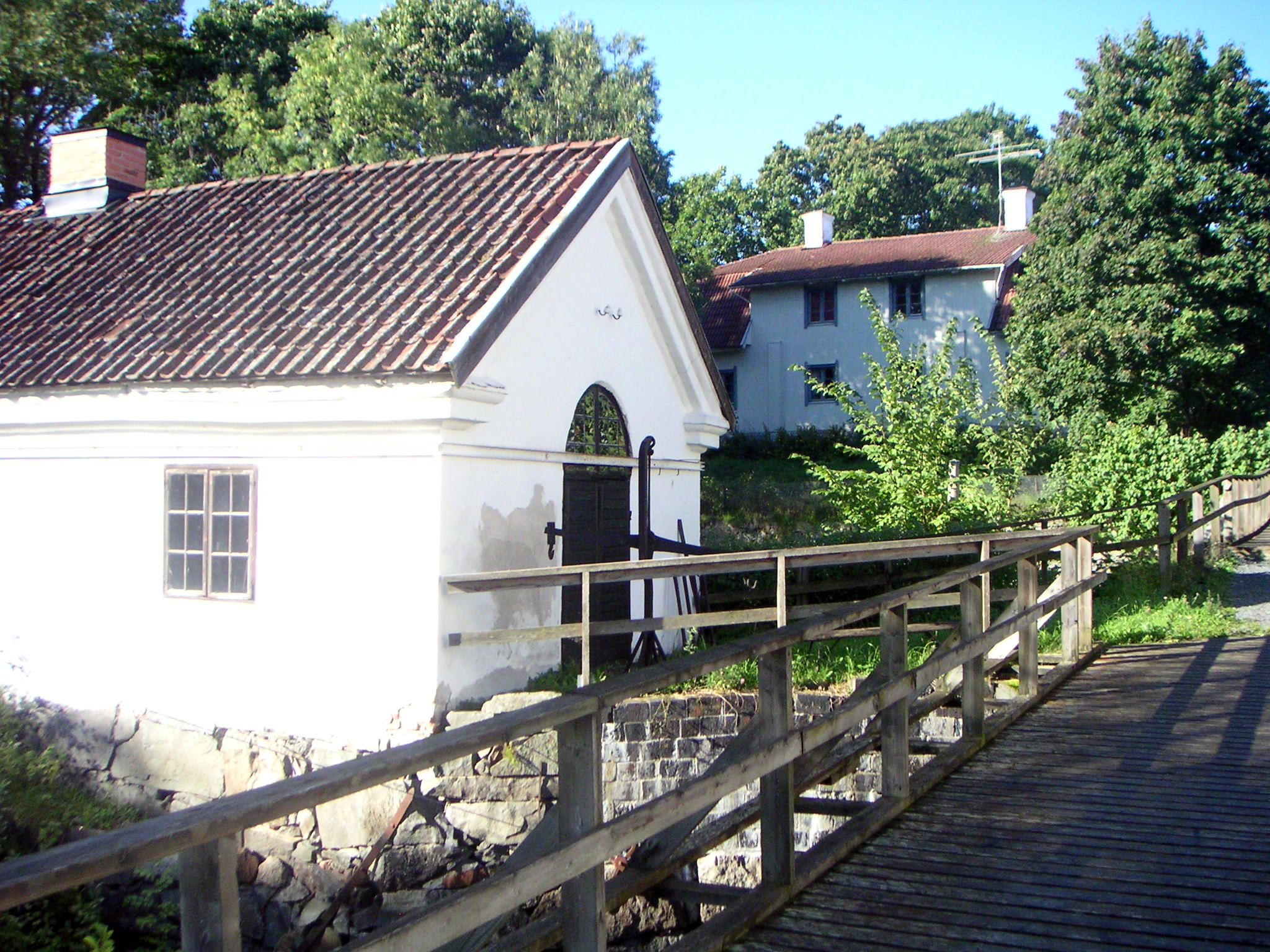
Waterkrachtcentrale